# Apodanthes surinamensis
Apodanthes surinamensis är en tvåhjärtbladig växtart som beskrevs av August Adriaan Pulle. Apodanthes surinamensis ingår i släktet Apodanthes och familjen Apodanthaceae. Inga underarter finns listade i Catalogue of Life.